# 莫德斯托·奥米斯特县

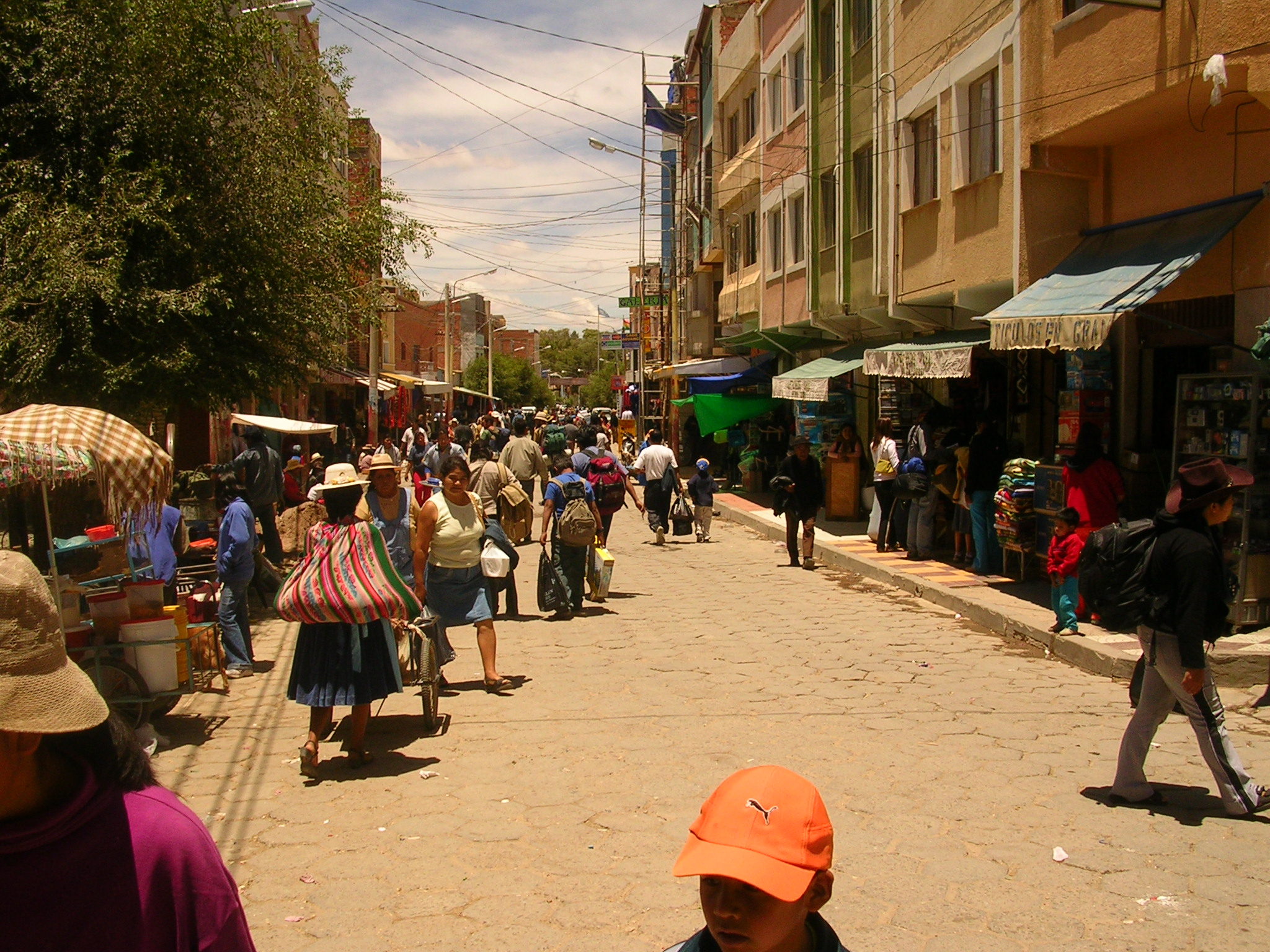

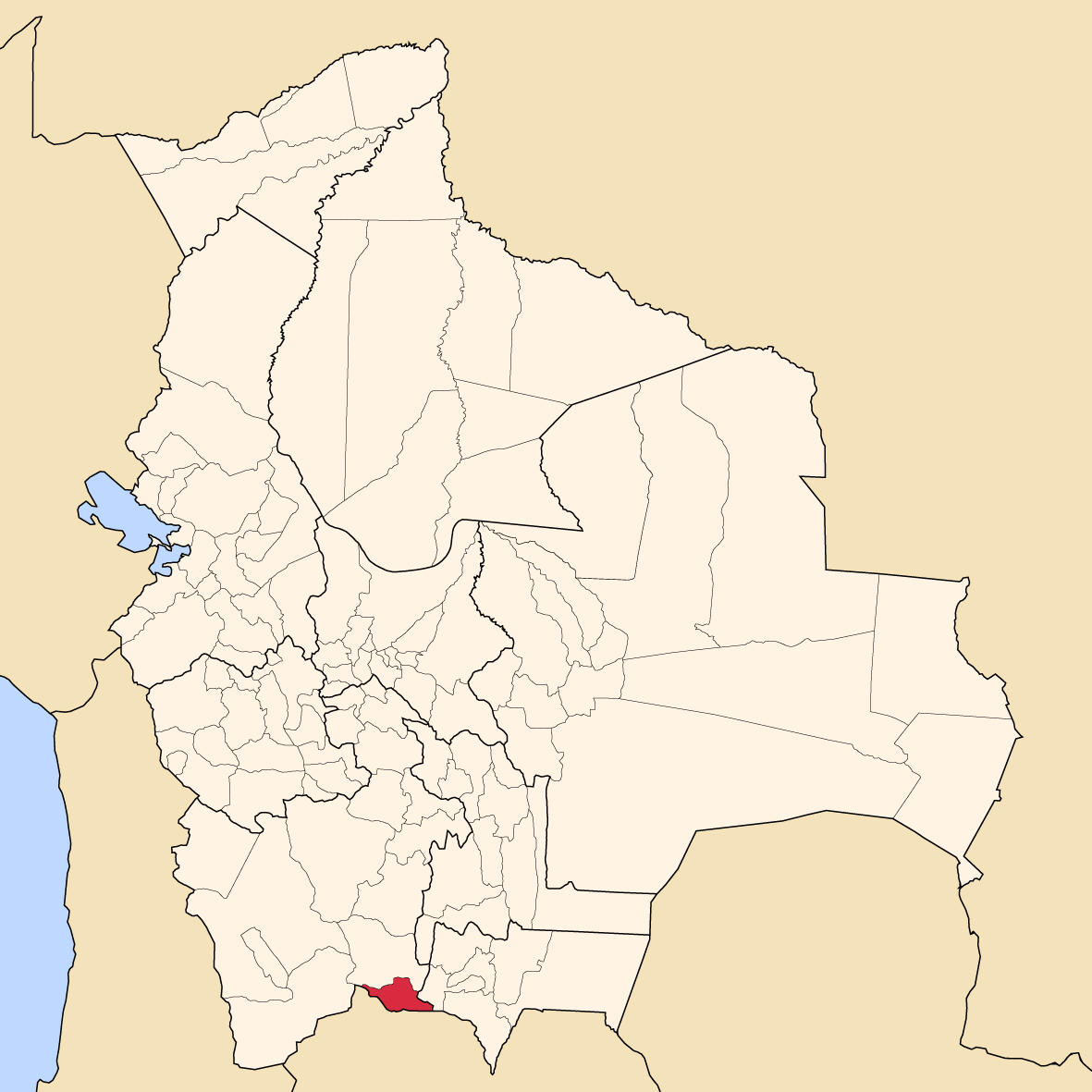

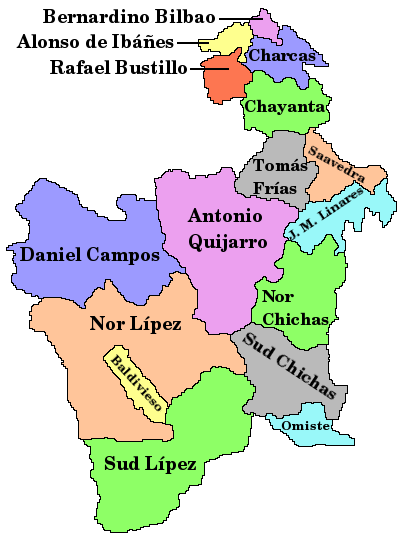

莫德斯托·奧米斯特县（西班牙語：Provincia de Modesto Omiste），是玻利維亞的县份，位於該國西南部，屬於波托西省的一部分，县府設於比亞松，面積2,554平方公里，2001年人口36,266，人口密度每平方公里14.2人。